# Bộ Tảo bẹ
Tảo bẹ là tảo biển lớn (tảo) thuộc lớp tảo nâu (Phaeophyceae), tảo bẹ có khoảng 30 chi khác nhau.
Tảo bẹ phát triển trong các rừng tảo bẹ thuộc những khu vực đại dương nước nông, và được cho là đã tồn tại trong thế Trung Tân cách đây khoảng từ 23 đến 5 triệu năm trước. Tảo bẹ cần sống trong môi trường nước giàu chất dinh dưỡng với nhiệt độ 6 - 14 °C (43 - 57 °F). Loài này có tốc độ tăng trưởng nhanh, các chi Macrocystis và Nereocystis có thể mọc dài thêm nửa mét mỗi ngày cho đến khi đạt đến chiều dài tối đa từ 30 - 80 mét (100 - 260 ft).

## Hình ảnh

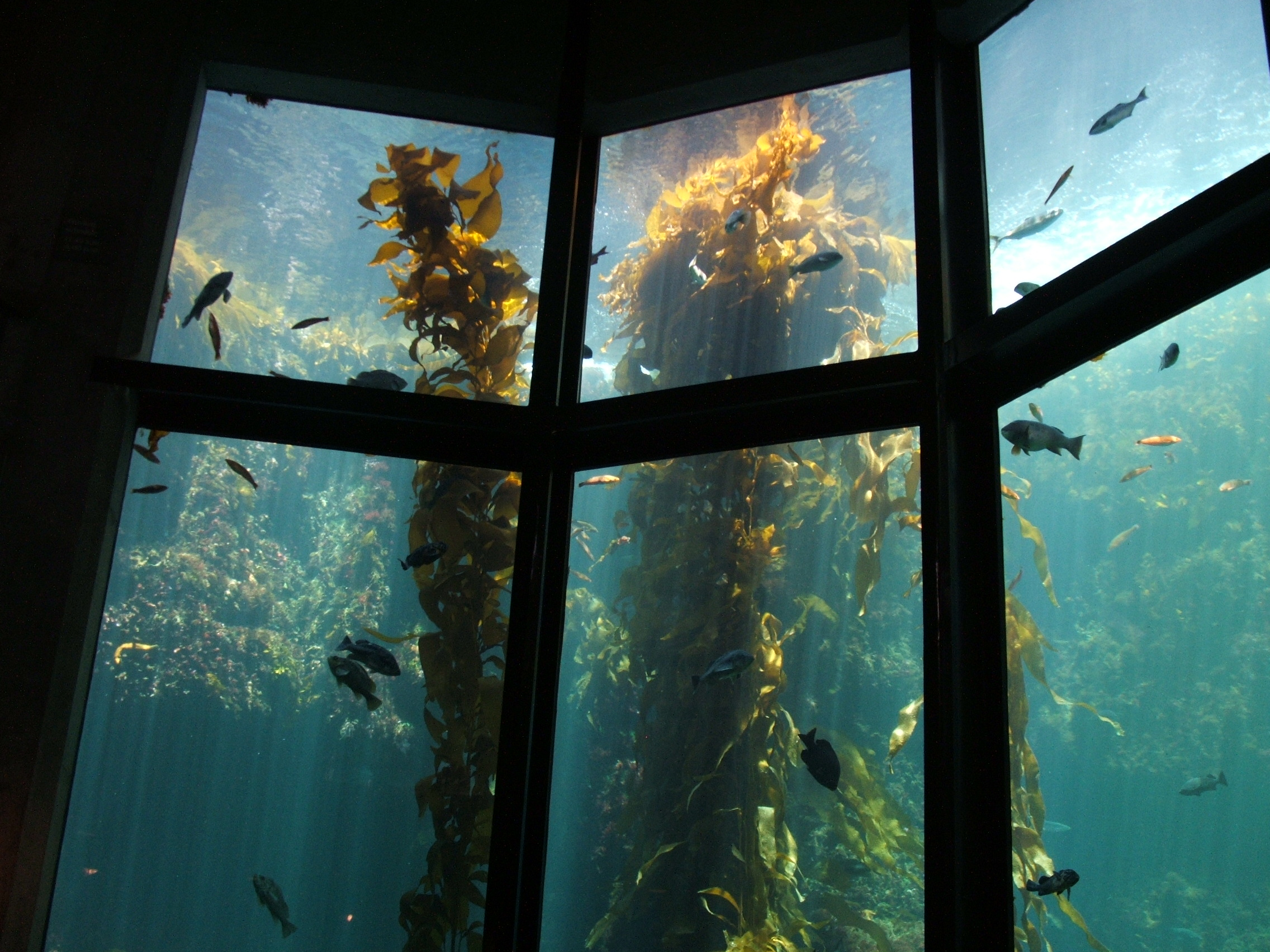
Tảo bẹ khổng lồ Macrocystis ở thủy cung Monterey Bay Aquarium, Mỹ
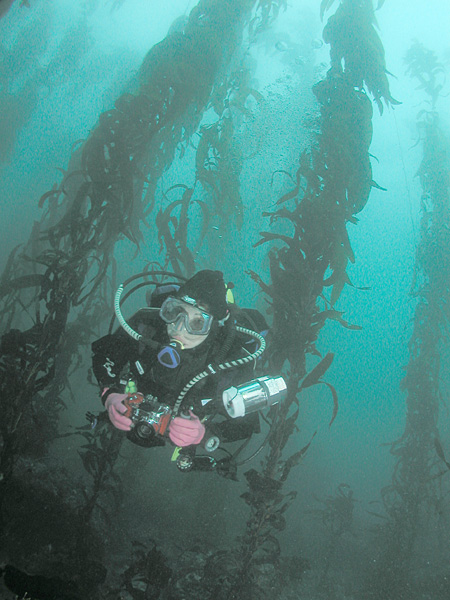
Thợ lặn trong rừng tảo bẹ
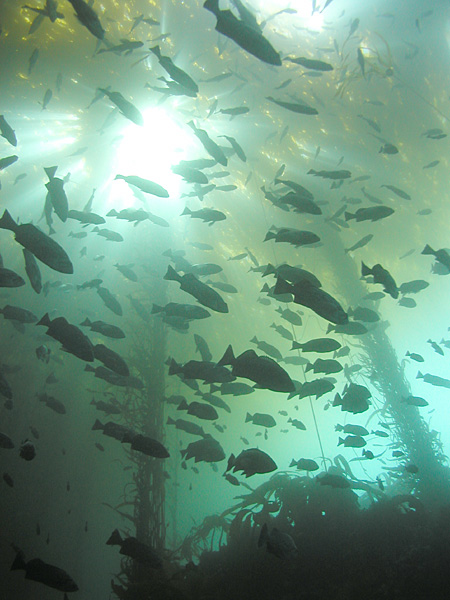
Đàn cá trong rừng tảo bẹ
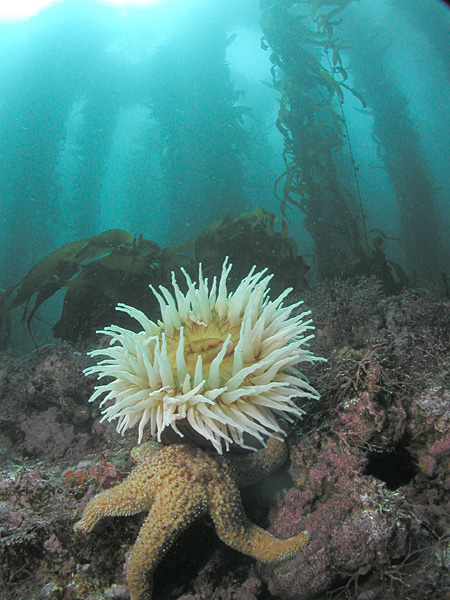
Hải quỳ và sao biển trong rừng tảo bẹ
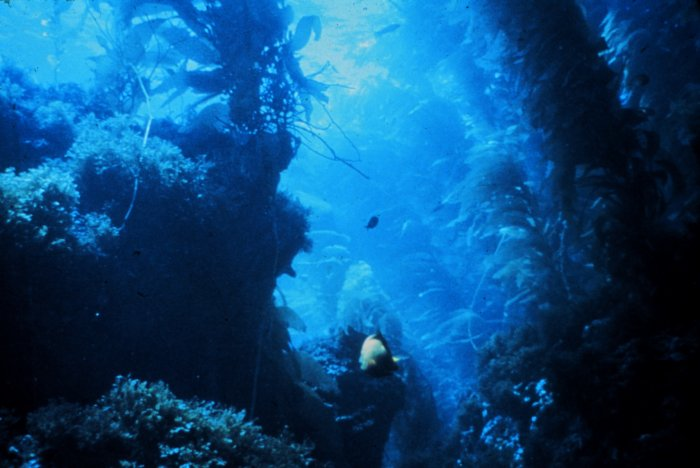
Khung cảnh một rừng tảo bẹ
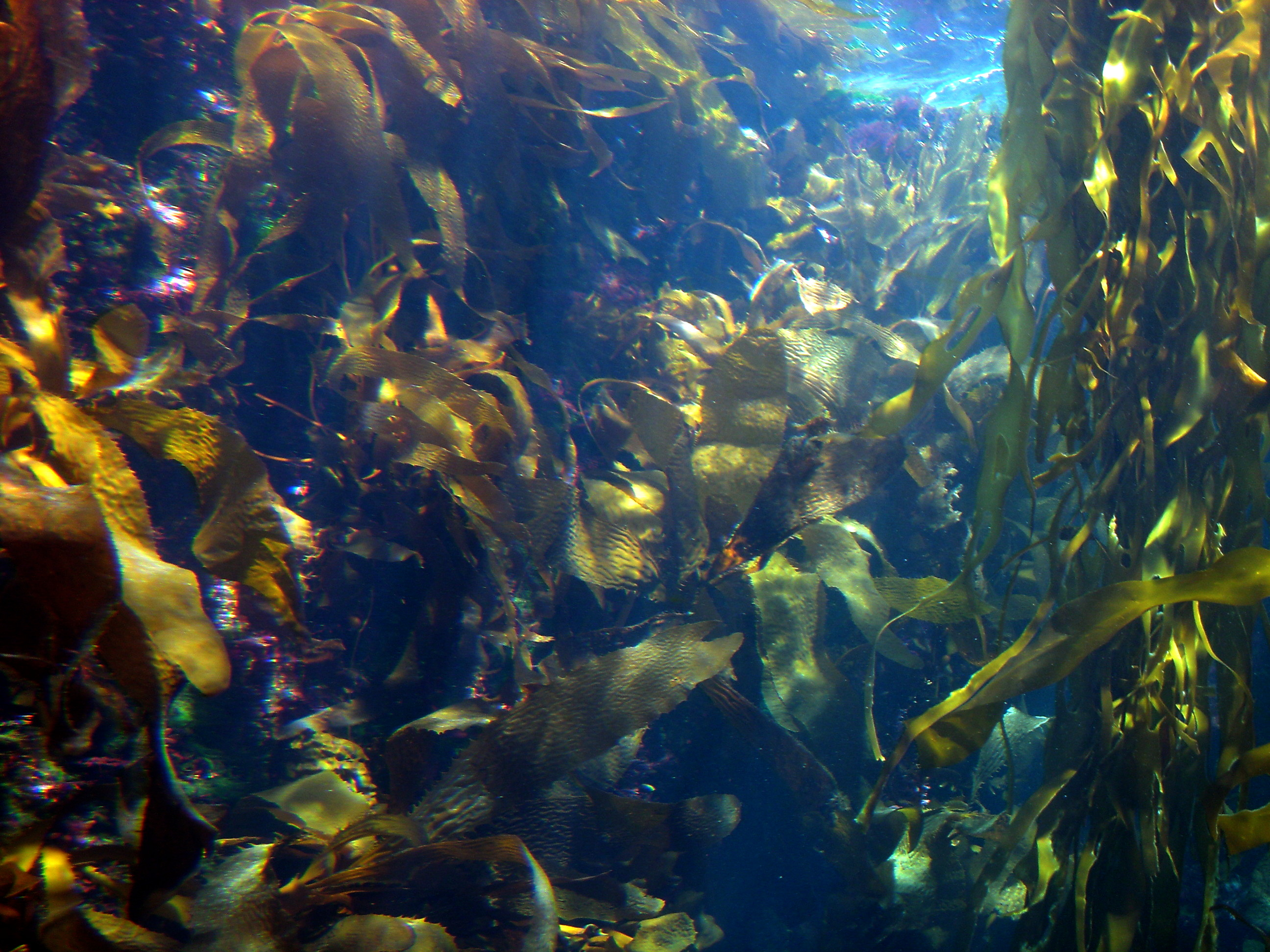
Một rừng tảo bẹ
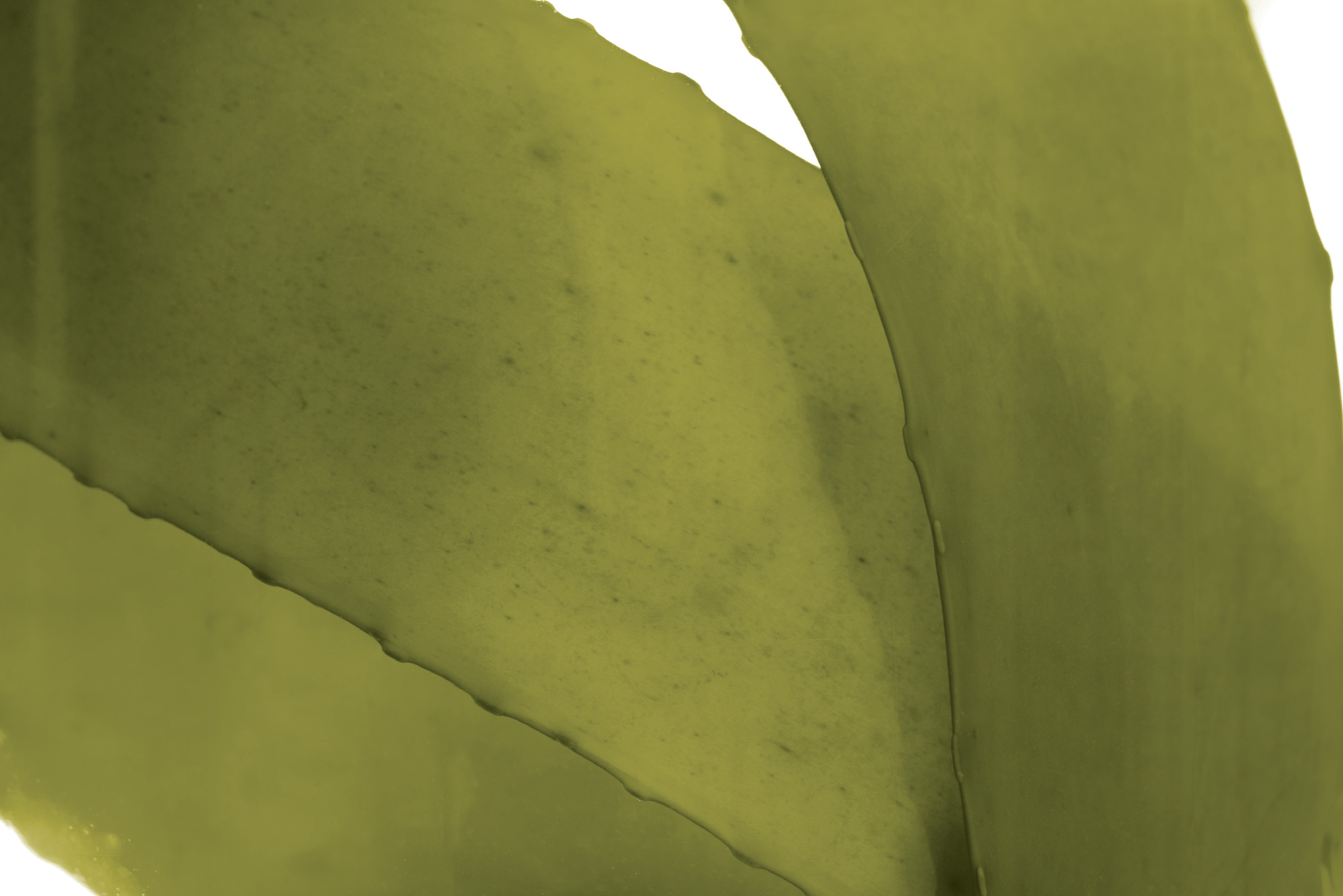
Cận cảnh loài tảo bẹ nâu khổng lồ Ecklonia maxima
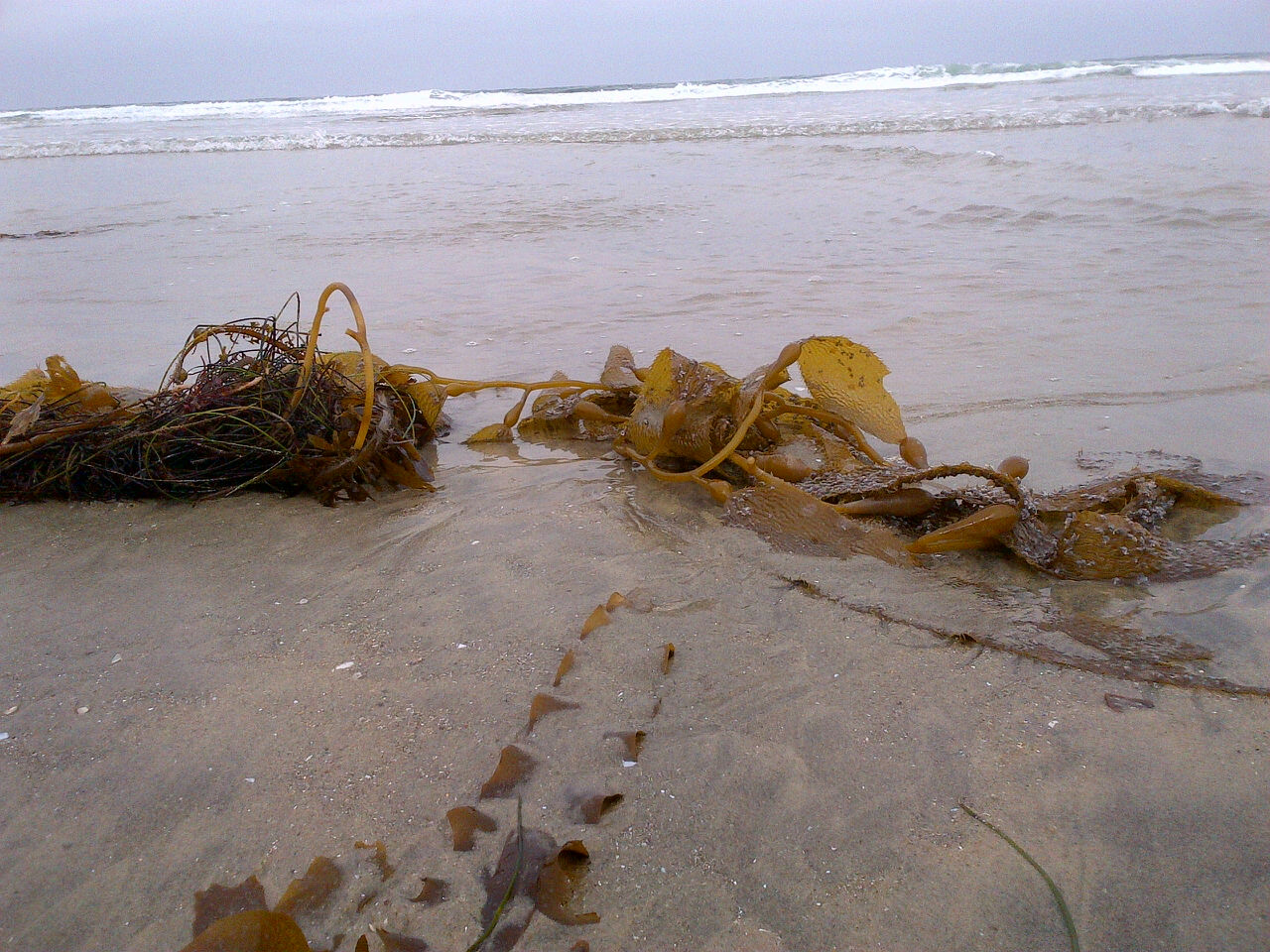
Tảo bẹ dọc bờ biển La Jolla, bang California, Mỹ
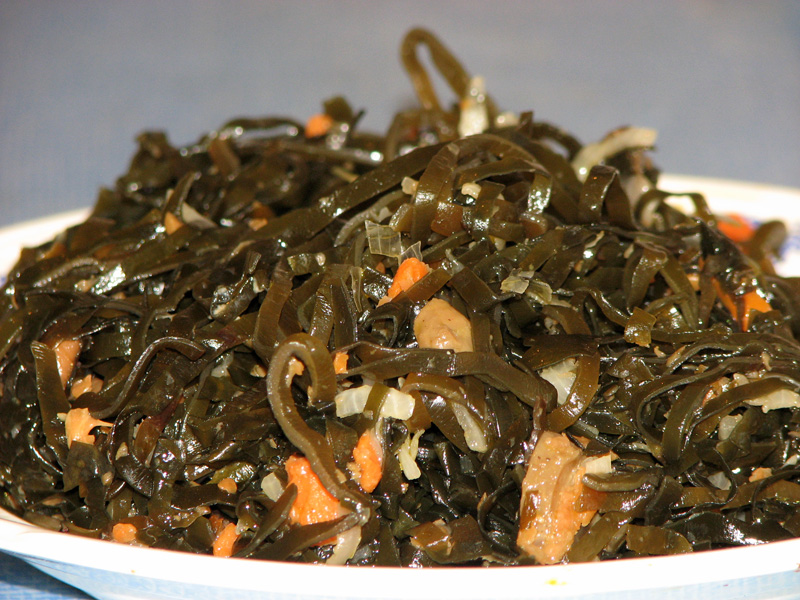
Món salad tảo Saccharina latissima